# Yves Guisan
Pour les articles homonymes, voir Guisan.
Yves Guisan, né le 22 juillet 1941 à Lausanne (originaire d'Avenches), est une personnalité politique suisse, membre du Parti radical-démocratique. Il est député du canton de Vaud au Conseil national de 1995 à 2007.

## Biographie
Yves Guisan naît le 22 juillet 1941 à Lausanne. Il est originaire d'Avenches. Il est le fils de Gilbert Guisan, professeur de lettres à l'Université de Lausanne (UNIL), et d'Evelyn Lenoir.
Il étudie la médecine à l'UNIL, où il obtient successivement un diplôme et un doctorat. À l'âge de 26 ans, il émigre à Toronto, au Canada, puis décide finalement de revenir en Suisse. En 1975, il s'établit à Château-d'Œx où il exerce comme chirurgien et médecin-chef à l'Hôpital du Pays-d'Enhaut,. Il prend sa retraite en décembre 2006. Parallèlement à son activité médicale, il exploite pendant une période un petit domaine agricole.
Il est vice-président de la Fédération des médecins suisses (FMH) jusqu'en 2007. En 2004, il se présente à la présidence de la FMH, mais c'est le médecin genevois Jacques de Haller qui l'emporte au cinquième tour de scrutin.
Après la fin de son mandat de conseiller national, il émigre à Gibraltar.

## Parcours politique
Membre du Parti radical-démocratique (PRD), Yves Guisan siège au Conseil communal de Château-d'Œx dès 1987. En 1993, il entre au Grand Conseil du canton de Vaud en cours de législature, succédant à son collègue de parti Ernest Martin. Il démissionne du Grand Conseil, où il est remplacé par le radical Serge Gétaz, début 1996 à la suite de son élection au Conseil national. En octobre 1997, il se présente à la Municipalité de Château-d'Œx, mais termine avant-dernier au premier tour et retire sa candidature.
En 1995, il est élu au Conseil national et y siège pendant trois législatures. Il est membre de la Commission de la science, de l'éducation et de la culture (CSEC) jusqu'en novembre 2003, de la Commission de la sécurité sociale et de la santé publique (CSSS) à partir de juin 1999 et de la Commission de la politique de sécurité (CPS) de juin 1998 à décembre 1999.
Appartenant à l'aile centriste du PRD, il a souvent des différends avec la majorité de son groupe. Il s'engage notamment pour la recherche sur les cellules souches et pour la libre circulation des personnes avec les dix pays qui adhèrent à l'Union européenne en 2004. En 2007, il annonce qu'il ne se représente pas pour un nouveau mandat.